# Lagenosocereus
Lagenosocereus — монотипный род суккулентных растений семейства Кактусовые (Cactaceae). На 2023 год включает один вид — Lagenosocereus luetzelburgii, который произростает в Бразилии (Баия). Растет в основном в сезонно засушливом тропическом биоме.

## Описание
Lagenosocereus luetzelburgii — растение высотой не более 1,5 м, с цилиндрическим стеблем, но шаровидным у основания, придающим им характерную форму бутыли с длинным горлышком. Имеет множество ребер от 13-16. Радиальные колючки короткие, игольчатые 15-18, центральные колючки длинные, до 3 см.
Цветки ночные, появляются группами по 2-5, от колокольчатых до воронкообразных, от белых до розовато-белых, опыляются летучими мышами. Плоды шаровидные, вдавленные, от синеватых до почти черных при созревании. Семена около 1,5 мм, черные, блестящие.

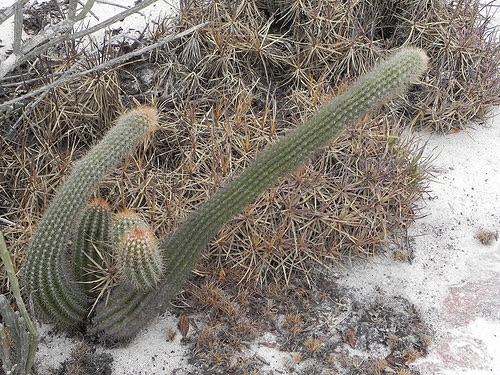

## Таксономия
Lagenosocereus Doweld, первое упоминание в Turczaninowia 5(1): 8 (2002).

### Виды
По данным сайта Plants of the World Online на 2023 год, род включает один подтвержденный вид:
- Lagenosocereus luetzelburgii (Vaupel) Doweld

#### Синонимы (вида)
Гомотипные (основанные на одном и том же номенклатурном типе):
- Cephalocereus luetzelburgii (Vaupel) Borg (1937)
- Cereus luetzelburgii Vaupel (1923)
- Coleocephalocereus luetzelburgii (Vaupel) Buxb. (1972)
- Pilocereus luetzelburgii (Vaupel) Werderm. (1933)
- Pilosocereus luetzelburgii (Vaupel) Byles & G.D.Rowley (1957)
- Pseudopilocereus luetzelburgii (Vaupel) Buxb. (1968)
- Stephanocereus luetzelburgii (Vaupel) N.P.Taylor & Eggli (1991)